# Vedin Musić
Vedin Musić (Gračanica, 11 marzo 1973) è un ex calciatore bosniaco, di ruolo difensore o centrocampista.

## Carriera

### Club
La sua carriera inizia nella Prima Divisione turca con la maglia dell'İstanbulspor nella stagione 1996-1997, con 11 presenze e 3 goal complessivi, la stagione successiva colleziona 28 partite segnando 6 goal. Nel 1998 passa all'Antalyaspor dove rimane per 3 campionati: 23 presenze ed 1 goal nella prima stagione, 30 presenze nella seconda, 33 presenze ed 1 goal nella terza.
Nel settembre del 2001, dopo 3 presenze nell'Antalyaspor, avviene il trasferimento al Como, Serie B italiana, dove con 33 presenze e 2 reti contribuisce alla promozione in A dei lariani. Nella massima serie totalizza 29 partite corredate di 3 goal. Nel 2003-2004 si trasferisce al Modena dove però gioca solo 8 partite; la squadra retrocede in B, qui Vedin trova più spazio: 20 presenze con 1 goal.
Nell'agosto 2005 il passaggio al Torino, sempre in Serie B, alla fine per lui 22 partite complessive. Nel mercato invernale della stagione 2006-2007 passa al Treviso. Nel luglio 2007 si trasferisce al Padova. Nell'Agosto 2008 si trasferisce alla Pro Patria in Lega Pro Prima Divisione. Il 16 luglio 2009 viene messo sotto contratto dall'Arezzo.
Dopo il fallimento dell'Arezzo avvenuto nell'estate 2010 rimane senza contratto. Ritorna quindi in Bosnia ed Erzegovina al Čelik Zenica dove nel 2011 chiude la carriera.

### Nazionale
Con la nazionale bosniaca, ha all'attivo una lunga militanza di quasi dodici anni, dal novembre 1995 fino al giugno 2007, contando ben 45 presenze, tuttavia senza mai andare a segno.

## Statistiche

### Cronologia presenze e reti in nazionale
| Cronologia completa delle presenze e delle reti in nazionale ― Bosnia ed Erzegovina | Cronologia completa delle presenze e delle reti in nazionale ― Bosnia ed Erzegovina | Cronologia completa delle presenze e delle reti in nazionale ― Bosnia ed Erzegovina | Cronologia completa delle presenze e delle reti in nazionale ― Bosnia ed Erzegovina | Cronologia completa delle presenze e delle reti in nazionale ― Bosnia ed Erzegovina | Cronologia completa delle presenze e delle reti in nazionale ― Bosnia ed Erzegovina | Cronologia completa delle presenze e delle reti in nazionale ― Bosnia ed Erzegovina | Cronologia completa delle presenze e delle reti in nazionale ― Bosnia ed Erzegovina |
| Data                                                                                | Città                                                                               | In casa                                                                             | Risultato                                                                           | Ospiti                                                                              | Competizione                                                                        | Reti                                                                                | Note                                                                                |
| ----------------------------------------------------------------------------------- | ----------------------------------------------------------------------------------- | ----------------------------------------------------------------------------------- | ----------------------------------------------------------------------------------- | ----------------------------------------------------------------------------------- | ----------------------------------------------------------------------------------- | ----------------------------------------------------------------------------------- | ----------------------------------------------------------------------------------- |
| 30-11-1995                                                                          | Tirana                                                                              | Albania                                                                             | 2 – 0                                                                               | Bosnia ed Erzegovina                                                                | Amichevole                                                                          | -                                                                                   |                                                                                     |
| 24-4-1996                                                                           | Zenica                                                                              | Bosnia ed Erzegovina                                                                | 0 – 0                                                                               | Albania                                                                             | Amichevole                                                                          | -                                                                                   | 66’                                                                                 |
| 1-9-1996                                                                            | Kalamata                                                                            | Grecia                                                                              | 3 – 0                                                                               | Bosnia ed Erzegovina                                                                | Qual. Mondiali 1998                                                                 | -                                                                                   | 60’                                                                                 |
| 6-11-1996                                                                           | Sarajevo                                                                            | Bosnia ed Erzegovina                                                                | 2 – 1                                                                               | Italia                                                                              | Amichevole                                                                          | -                                                                                   | 60’                                                                                 |
| 18-12-1996                                                                          | Manaus                                                                              | Brasile                                                                             | 1 – 0                                                                               | Bosnia ed Erzegovina                                                                | Amichevole                                                                          | -                                                                                   | 62’                                                                                 |
| 2-4-1997                                                                            | Sarajevo                                                                            | Bosnia ed Erzegovina                                                                | 0 – 1                                                                               | Grecia                                                                              | Qual. Mondiali 1998                                                                 | -                                                                                   | 78’                                                                                 |
| 8-6-1997                                                                            | Copenaghen                                                                          | Danimarca                                                                           | 2 – 0                                                                               | Bosnia ed Erzegovina                                                                | Qual. Mondiali 1998                                                                 | -                                                                                   | 65’                                                                                 |
| 5-11-1997                                                                           | Tunisi                                                                              | Tunisia                                                                             | 2 – 1                                                                               | Bosnia ed Erzegovina                                                                | Amichevole                                                                          | -                                                                                   |                                                                                     |
| 11-10-2000                                                                          | Tel Aviv                                                                            | Israele                                                                             | 3 – 1                                                                               | Bosnia ed Erzegovina                                                                | Qual. Mondiali 2002                                                                 | -                                                                                   |                                                                                     |
| 28-2-2001                                                                           | Zenica                                                                              | Bosnia ed Erzegovina                                                                | 1 – 1                                                                               | Ungheria                                                                            | Amichevole                                                                          | -                                                                                   |                                                                                     |
| 24-3-2001                                                                           | Sarajevo                                                                            | Bosnia ed Erzegovina                                                                | 1 – 1                                                                               | Austria                                                                             | Qual. Mondiali 2002                                                                 | -                                                                                   |                                                                                     |
| 28-3-2001                                                                           | Vaduz                                                                               | Liechtenstein                                                                       | 0 – 3                                                                               | Bosnia ed Erzegovina                                                                | Qual. Mondiali 2002                                                                 | -                                                                                   |                                                                                     |
| 2-6-2001                                                                            | Oviedo                                                                              | Spagna                                                                              | 4 – 1                                                                               | Bosnia ed Erzegovina                                                                | Qual. Mondiali 2002                                                                 | -                                                                                   |                                                                                     |
| 15-8-2001                                                                           | Sarajevo                                                                            | Bosnia ed Erzegovina                                                                | 2 – 0                                                                               | Malta                                                                               | Amichevole                                                                          | -                                                                                   |                                                                                     |
| 1-9-2001                                                                            | Sarajevo                                                                            | Bosnia ed Erzegovina                                                                | 0 – 0                                                                               | Israele                                                                             | Qual. Mondiali 2002                                                                 | -                                                                                   |                                                                                     |
| 5-9-2001                                                                            | Vienna                                                                              | Austria                                                                             | 2 – 0                                                                               | Bosnia ed Erzegovina                                                                | Qual. Mondiali 2002                                                                 | -                                                                                   | 18’                                                                                 |
| 7-10-2001                                                                           | Zenica                                                                              | Bosnia ed Erzegovina                                                                | 5 – 0                                                                               | Liechtenstein                                                                       | Qual. Mondiali 2002                                                                 | -                                                                                   |                                                                                     |
| 27-3-2002                                                                           | Zenica                                                                              | Bosnia ed Erzegovina                                                                | 4 – 4                                                                               | Macedonia                                                                           | Amichevole                                                                          | -                                                                                   |                                                                                     |
| 17-4-2002                                                                           | Zagabria                                                                            | Croazia                                                                             | 2 – 0                                                                               | Bosnia ed Erzegovina                                                                | Amichevole                                                                          | -                                                                                   |                                                                                     |
| 7-9-2002                                                                            | Sarajevo                                                                            | Bosnia ed Erzegovina                                                                | 0 – 3                                                                               | Romania                                                                             | Qual. Euro 2004                                                                     | -                                                                                   |                                                                                     |
| 11-10-2002                                                                          | Sarajevo                                                                            | Bosnia ed Erzegovina                                                                | 1 – 1                                                                               | Germania                                                                            | Amichevole                                                                          | -                                                                                   |                                                                                     |
| 16-10-2002                                                                          | Oslo                                                                                | Norvegia                                                                            | 2 – 0                                                                               | Bosnia ed Erzegovina                                                                | Qual. Euro 2004                                                                     | -                                                                                   |                                                                                     |
| 12-2-2003                                                                           | Cardiff                                                                             | Galles                                                                              | 2 – 2                                                                               | Bosnia ed Erzegovina                                                                | Amichevole                                                                          | -                                                                                   |                                                                                     |
| 29-3-2003                                                                           | Zenica                                                                              | Bosnia ed Erzegovina                                                                | 2 – 0                                                                               | Lussemburgo                                                                         | Qual. Euro 2004                                                                     | -                                                                                   |                                                                                     |
| 2-4-2003                                                                            | Copenaghen                                                                          | Danimarca                                                                           | 0 – 2                                                                               | Bosnia ed Erzegovina                                                                | Qual. Euro 2004                                                                     | -                                                                                   | 65’                                                                                 |
| 7-6-2003                                                                            | Craiova                                                                             | Romania                                                                             | 2 – 0                                                                               | Bosnia ed Erzegovina                                                                | Qual. Euro 2004                                                                     | -                                                                                   |                                                                                     |
| 6-9-2003                                                                            | Zenica                                                                              | Bosnia ed Erzegovina                                                                | 1 – 0                                                                               | Norvegia                                                                            | Qual. Euro 2004                                                                     | -                                                                                   | 69’                                                                                 |
| 10-9-2003                                                                           | Lussemburgo                                                                         | Lussemburgo                                                                         | 0 – 1                                                                               | Bosnia ed Erzegovina                                                                | Qual. Euro 2004                                                                     | -                                                                                   |                                                                                     |
| 11-10-2003                                                                          | Sarajevo                                                                            | Bosnia ed Erzegovina                                                                | 1 – 1                                                                               | Danimarca                                                                           | Qual. Euro 2004                                                                     | -                                                                                   |                                                                                     |
| 31-3-2004                                                                           | Lussemburgo                                                                         | Lussemburgo                                                                         | 1 – 2                                                                               | Bosnia ed Erzegovina                                                                | Amichevole                                                                          | -                                                                                   |                                                                                     |
| 28-4-2004                                                                           | Zenica                                                                              | Bosnia ed Erzegovina                                                                | 1 – 0                                                                               | Finlandia                                                                           | Amichevole                                                                          | -                                                                                   |                                                                                     |
| 8-9-2004                                                                            | Zenica                                                                              | Bosnia ed Erzegovina                                                                | 1 – 1                                                                               | Spagna                                                                              | Qual. Mondiali 2006                                                                 | -                                                                                   |                                                                                     |
| 8-6-2005                                                                            | Valencia                                                                            | Spagna                                                                              | 1 – 1                                                                               | Bosnia ed Erzegovina                                                                | Qual. Mondiali 2006                                                                 | -                                                                                   | 57’                                                                                 |
| 17-8-2005                                                                           | Tallinn                                                                             | Estonia                                                                             | 1 – 0                                                                               | Bosnia ed Erzegovina                                                                | Amichevole                                                                          | -                                                                                   |                                                                                     |
| 3-9-2005                                                                            | Zenica                                                                              | Bosnia ed Erzegovina                                                                | 1 – 0                                                                               | Belgio                                                                              | Qual. Mondiali 2006                                                                 | -                                                                                   |                                                                                     |
| 7-9-2005                                                                            | Vilnius                                                                             | Lituania                                                                            | 0 – 1                                                                               | Bosnia ed Erzegovina                                                                | Qual. Mondiali 2006                                                                 | -                                                                                   | 59’                                                                                 |
| 8-10-2005                                                                           | Zenica                                                                              | Bosnia ed Erzegovina                                                                | 3 – 0                                                                               | San Marino                                                                          | Qual. Mondiali 2006                                                                 | -                                                                                   |                                                                                     |
| 12-10-2005                                                                          | Belgrado                                                                            | Serbia e Montenegro                                                                 | 1 – 0                                                                               | Bosnia ed Erzegovina                                                                | Qual. Mondiali 2006                                                                 | -                                                                                   | 66’                                                                                 |
| 28-2-2006                                                                           | Dortmund                                                                            | Giappone                                                                            | 2 – 2                                                                               | Bosnia ed Erzegovina                                                                | Amichevole                                                                          | -                                                                                   | 62’                                                                                 |
| 16-8-2006                                                                           | Sarajevo                                                                            | Bosnia ed Erzegovina                                                                | 1 – 2                                                                               | Francia                                                                             | Amichevole                                                                          | -                                                                                   |                                                                                     |
| 2-9-2006                                                                            | Ta' Qali                                                                            | Malta                                                                               | 2 – 5                                                                               | Bosnia ed Erzegovina                                                                | Qual. Euro 2008                                                                     | -                                                                                   |                                                                                     |
| 6-9-2006                                                                            | Zenica                                                                              | Bosnia ed Erzegovina                                                                | 1 – 3                                                                               | Ungheria                                                                            | Qual. Euro 2008                                                                     | -                                                                                   | 46’                                                                                 |
| 24-3-2007                                                                           | Oslo                                                                                | Norvegia                                                                            | 1 – 2                                                                               | Bosnia ed Erzegovina                                                                | Qual. Euro 2008                                                                     | -                                                                                   | 58’                                                                                 |
| 2-6-2007                                                                            | Sarajevo                                                                            | Bosnia ed Erzegovina                                                                | 3 – 2                                                                               | Turchia                                                                             | Qual. Euro 2008                                                                     | -                                                                                   |                                                                                     |
| 6-6-2007                                                                            | Sarajevo                                                                            | Bosnia ed Erzegovina                                                                | 1 – 0                                                                               | Malta                                                                               | Qual. Euro 2008                                                                     | -                                                                                   | 90’                                                                                 |
| Totale                                                                              |                                                                                     | Presenze                                                                            | 45                                                                                  |                                                                                     | Reti                                                                                | 0                                                                                   |                                                                                     |

## Palmarès

### Club

#### Competizioni nazionali
- Serie B: 1

Como: 2001-2002